# 송학선
송학선(宋學善, 1897년 2월 19일 ~ 1927년 5월 19일)은 일제강점기에 금호문 사건을 일으키고 사형 당한 독립 운동가이다.

## 생애
서울특별시 태생으로 어릴때 가세가 기울어 떠돌이 생활을 하면서 어렵게 자랐다. 성인이 된 뒤로는 일본인이 경영하는 농기구 가게에 다녔으며, 1926년 거사 무렵에는 병으로 가게를 그만두었다가 완치된 상태였다.
1926년 4월 26일 대한제국의 마지막 황제였던 순종 이 사망하자 빈소가 마련된 창덕궁 앞에서는 호곡을 하는 사람들의 무리가 모여 들었다. 고종은 망국의 상징이었고 일본인들에게 독살되었다는 소문이 나돌았기 때문에 비통함이 더욱 컸다. 금호문(金虎門)은 창덕궁의 서남문으로 빈소의 출입구였으며, 송학선은 조선총독부의 고관들이 이 곳으로 드나드는 것을 보고 사이토 마코토 총독을 처단하기로 마음 먹었다.
그는 26일, 27일 양일간 이 곳에서 칼을 품고 사이토를 기다리다가 사흘째인 4월 28일 창덕궁에서 조문을 하고 나오는 일본인 세 명이 탄 무개차 안에 사이토가 탄 것으로 착각하고 이 차를 습격하여 경성부회 평의원 다카야마, 사토, 이케다 등을 죽였고 이중 사이토로 오인한 한 사람을 찔러 중상을 입혔다.
현장에서 달아나던 중 그를 추격하던 조선인 순사 오환필을 찌른 후 휘문고등보통학교 인근에서 일본 경찰과 격투 끝에 붙잡혔으며, 사형 선고를 받고 이듬해 서대문형무소에서 처형되었다. 사건 당시 미혼으로 자손은 없었다.

## 사후
1962년 건국훈장 독립장이 추서되었다.
1995년 서울특별시 종로구 와룡동에 송학선 의거 터 표석이 설치되었다.

## 참고자료
- 대한민국 국가보훈처, 이 달의 독립 운동가 상세자료 - 송학선
- 송학선 - 한국학중앙연구원